# NGC 3224
NGC 3224 é uma galáxia elíptica (E) localizada na direcção da constelação de Antlia. Possui uma declinação de -34° 41' 46" e uma ascensão recta de 10 horas, 21 minutos e 41,1 segundos.
A galáxia NGC 3224 foi descoberta em 18 de Abril de 1835 por John Herschel.